# Jamie Gold
Jamie Gold (New York, 25 agosto 1969) è un giocatore di poker statunitense.
È famoso per la sua vittoria alle World Series of Poker 2006, ed attualmente divide il suo tempo tra le attività di capo di produzione per la compagnia di intrattenimento "Buzznation" e le competizioni di poker, principalmente i tornei di maggiore importanza.

## Prima del poker
Gold è nato a Kansas City, Missouri con il nome di Jamie M. Usher e si trasferisce a Manhattan con la madre all'età di quattro anni. Il suo nome viene cambiato per ordine del tribunale in Jamie M. Gold, dal nome del secondo marito che la madre ebbe dopo il divorzio: il dottor Robert Gold. Con la famiglia si trasferisce a Paramus (New Jersey) dove Gold cresce con la madre ed il suo secondo marito. Si diploma alla Paramus High School nel 1987. Successivamente si laurea alla "State University of New York at Albany" nel 1991, e studia spettacolo alla UCLA.
Gold inizia la sua carriera nel business dello spettacolo all'età di 16 anni come interno alla "J. Michael Bloom & Associates Talent Agency". Diventa un talent agent prima del suo ventunesimo compleanno, e presto diventa un direttore di produzione. Tra i clienti di Gold ci sono Jimmy Fallon e Lucy Liu.

## Poker
L'interesse di Gold per il poker inizia da giovane. Sua madre Jane era un'appassionata giocatrice di poker, e suo nonno era un campione di gin rummy. I maggiori sforzi di Gold per migliorare le sue prestazioni pokeristiche iniziano quando si trova a lavorare con i precedenti vincitori dei Main event delle WSOP Johnny Chan e Chris Moneymaker, per un imminente show televisivo; Chan inizia a dargli dei consigli riguardanti il poker.
Nel 2005 Gold inizia a giocare regolarmente tornei di poker. Nell'aprile del 2005 vince il suo primo major della variante no limit Texas hold 'em al Bicycle Casino, guadagnando $54.225. Nei successivi 12 mesi, Gold si piazza altre sette volte a premio in tornei che disputò in California.
Gold, ammiratore del vincitore del WSOP Main Event del 2000 Chris Ferguson, ha dichiarato che lo stesso Ferguson è uno dei pochi professionisti che approvava il suo stile di gioco durante il Main Event delle WSOP 2006, vinto proprio da Gold. Invece la maggior parte dei pro criticò le giocate di Gold dopo la fine del torneo. "Bluff Magazine", un'importante rivista di poker, ha analizzato le giocate di Gold identificandole nelle seguenti strategie vincenti: «Lui ha costretto i giocatori al tavolo a rischiare il loro intero stack ogni mano. Se loro gli rilanciavano, Gold o sapeva che avevano in mano un ottimo punto e foldava, oppure fiutava un bluff e li costringeva ad un all-in»; dunque «Jamie ha trasformato questa strategia in una forma d'arte».

### WSOP 2006

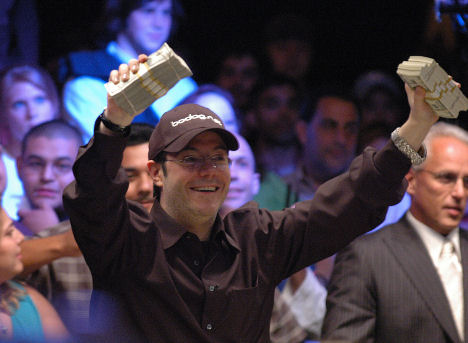
Jamie Gold dopo la vittoria al Main Event delle World Series of Poker 2006

Alle WSOP 2006, Gold si mantenne saldamente chip leader a partire dal giorno 4 fino alla vittoria finale del Main Event, superando altri 8.772 giocatori. Fatta eccezione per Allen Cunningham (che concluse al quarto posto) Gold aveva in precedenza ottenuto più piazzamenti ai tavoli finali nei tornei, rispetto al resto dei suoi avversari al tavolo finale.
Gold eliminò 7 dei suoi 8 avversari del tavolo finale. Sconfisse Paul Wasicka in heads-up, guadagnando $12.000.000 (il premio più alto mai messo in palio in un Main Event delle WSOP). All'ultima mano Gold ebbe in mano Q♠ 9♣ ed ottenne la top pair al flop con il seguente board: Q♣ 8♥ 5♥. Wasicka aveva in mano 10♥ 10♠ e non riuscì a settare con il turn A♦ e nemmeno con il river 4♣. Gold vinse il torneo nonostante avesse precedentemente dichiarato che avrebbe preferito arrivare secondo perché l'idea di diventare famoso lo metteva a disagio.
Gold mangiò dei mirtilli durante lo svolgimento tavolo finale e scherzò in un'intervista dopo il torneo dicendo che i mirtilli sono "il cibo del cervello" e che sono stati loro a farlo vincere. La vittoria di Gold alle WSOP 2006 è nata da una straordinari capacità di incitare i suoi avversari a chiamare le sue puntate quando aveva una mano imbattibile e di spingerli al fold quando il suo punto era debole, talvolta dicendo la verità, talvolta mentendo, con l'evidente risultato di ingannarli la maggior parte delle volte.

### Le polemiche sulla vittoria
Appena prima delle WSOP 2006, Gold e l'azienda Bodog Poker iniziarono un rapporto di sponsorizzazione, permettendo al giocatore di iscriversi al Main Event. Gold diventò partner di Crispin Leyser per contribuire a questo progetto in cambio della metà delle vincite di Gold, in accordo con Leyser. Dopo la vittoria di Gold, Leyser disse che Gold aveva rinnegato l'accordo e aveva deciso di tenere per sé la vincita di  $12.000.000. Leyser citò Gold a giudizio il 22 agosto 2006. Il tribunale emise un ordine restrittivo che impedì a Gold di incassare la metà della sua vincita prima del processo che si tenne il 1º dicembre 2006 All'udienza di dicembre, la Corte respinse la richiesta degli avvocati di Gold di revocare l'ordine restrittivo e di poter trasferire i fondi congelati su un conto fruttifero, dicendo che la "likelihood to prevail" (ovvero la probabilità di prevalere nel processo) tendeva verso Leyser. Gold tenne un'intervista radiofonica nel programma intitolato "Rounders the Poker Show" dopo la sua vittoria al Main Event, durante la quale parlò del suo accordo con Leyser. Successivamente questa intervista fu usata come prova nella causa in corso. Il 6 febbraio 2007, Leyser e Gold rilasciarono un documento comune nel quale dichiaravano di aver risolto la questione in via stragiudiziale. La cifra del risarcimento non è mai stata resa nota. Il 25 febbraio 2007 Bodog Poker e Gold interruppero il loro rapporto.

### Una duplice carriera
Dopo il suo successo alle WSOP 2006, Gold disse che voleva dividere il suo tempo tra il business ed il poker. Oltre alle offerte delle produzioni televisive e le frequenti apparizioni di Gold agli show televisivi, tra i quali Poker After Dark e High Stakes Poker, Gold tornò alle WSOP 2007 per difendere il suo titolo di campione del mondo, ma fu eliminato già nel primo giorno. Ebbe maggiore successo alle WSOP Europe 2007, dove si piazzò 35º al Main Event.
Gold ha anche partecipato a numerosi tornei pokeristici di beneficenza, tra cui le WSOP "Ante Up For Africa", "Annie Duke's Charity Poker Tournament", ed altri.